# ماتيو باناديتش
ماتيو باناديتش هو لاعب كرة قدم كرواتي في مركز الهجوم، ولد في 6 أكتوبر 1994 في زغرب في كرواتيا. لعب مع شالكه 04.

## وصلات خارجية
- ماتيو باناديتش على موقع قاعدة بيانات كرة القدم.إي يو (الإنجليزية)
- ماتيو باناديتش على موقع Soccerway.com (الإنجليزية)
- ماتيو باناديتش على موقع عالم كرة القدم.نت (الإنجليزية)